# سوپر ماریو گلکسی
سوپر ماریو گلکسی (به ژاپنی: スーパーマリオギャラクシー ,Sūpā Mario Gyarakushī) یک بازی ویدئویی در سبک سکوبازی است که توسط نینتندو ای‌اِی‌دی توکیو توسعه یافته و به‌وسیلهٔ شرکت نینتندو برای کنسول بازی وی منتشر شده است. این بازی برای اولین بار در نمایشگاه رسانه و تجارت ای۳ سال ۲۰۰۶ رونمایی شد و سپس در نوامبر سال ۲۰۰۷ در بیشتر مناطق دنیا عرضه شد. سوپر ماریو گلکسی به عنوان سومین بازی ۳ دی در سری بازی‌های سوپر ماریو به‌شمار می‌رود. داستان حول محور قهرمان اصلی این سری یعنی ماریو، و تلاشش برای رهایی پرنسس پیچ و نجات جهان از دست ضدقهرمان دیرینهٔ این سری، باوزر است.
بازی سوپر ماریو گلکسی نقدهای بسیار خوبی را دریافت کرد و یک موفقیت تجاری به حساب می‌آمد، و توسط چندین وبگاه بازی به عنوان یکی از بهترین بازی‌های ویدئویی تمام زمان به‌شمار می‌رود. گرافیک بازی، مکانیک جاذبه، طراحی مراحل، حاشیه صوتی، تنظیمات و داستان بازی همگی مورد تحسین قرار گرفتند. این بازی برنده جوایز متعددی از نشریات برتر بازی، از جمله چندین عنوان «بازی سال» شد، و اولین عنوان نینتندو محسوب می‌شود که جایزه بفتا را برای بهترین بازی دریافت کرد. سوپر ماریو گلکسی در فهرست برترین عناوین تمام زمان وبگاه گیم رنکینگز با میانگین امتیاز ۹۷٫۶۴ از ۱۰۰، رتبهٔ نخست را به خود اختصاص داده بود. ادامه‌ای برای این نسخه با نام سوپر ماریو گلکسی ۲ در مه ۲۰۱۰ منتشر شده است.